# М3/М5 Стјуарт
М3/М5 Стјуарт је био амерички тенк коришћен током Другог светског рата.

### Настанак
Увидевши да ће првобитни амерички тенк имена М2 бити незадовољавајући у будућим бурним године 1939. војни врх САД се одлучио на изградњу његовог наследника. У потпуној супротности с превладавајућом ратном теоријом тога доба те године се доноси одлука о градњи тешког тенка (за тадашње доба) М3 који ће касније добити име Ли и лаког тенка М3 будућег имена Стјуарт. Како ће касније верзије тенка Стјуарт добити ознаку М5 уобичајено се као његово име прихватило М3/М5 како би се могло разликовати од Ли тенка.
Први примерци Стјуарта напуштају производну траку већ 1941. године то јест само две године касније од тренутка настанка првих планова.

### Ратна употреба
Први примерци овог тенка доживљавају своје ватрено крштење у новембру 1941. када их употребљава британска војска против немачког Африка корпуса. Резултат тог тестирања је био катастрофалан. Страховити губици повезани са слабошћу топа резултују ограничењем употребе М3/М5 само на катастрофално критичне ситуације. Током лета 1942. године када Британци добијају довољно тенкова М3 Ли они овај лаки тенк избацују потпуно из ратне употребе.
Америчко ватрено крштење овог тенка се дешава у другој половини 1942. године. Након само једног сукоба с немачким Панцер IV и Панцер VI Тигар америчка војска доноси наређење слично Британцима забрањујући његову тенковску употребу. Остатак рата у Европи овај тенк се користи понекад само као потпора пешадији или возило за истраживање терена. Његова каснија једина ратна употреба је била против Јапана који и против тако застарелог тенка није имао решења.
Одређен број примерака овог тенка је послат и у Совјетски Савез где доживљава још горе критике од оних америчких и британских. На крају током 1943. године Црвена армија је одбијала да прими иједну верзију овог тенка.

### Опрема
Док се колико-толико може рећи да је његов оклоп од 51 mm био задовољавајући (за 1941. годину) ништа слично се може рећи за ишта друго. Његов топ од 37 mm је био у најмању руку неефикасан против противничких тенкова. Он улази у употребу када Немачка сматра да је њен Панцер III застарео због топа од „само“ 50 mm. Једноставно топ је био преслаб за пробијање било ког немачког оклопног возила тога доба на задовољавајућој удаљености. Руси су поред тих недостатака изнели критику и да има преосетљив мотор за који се мора правити превише квалитетно гориво.

### Верзије
Једина верзија овог тенка је била настанак оклопног возила М8 код ког се на место куполе од Стјуарта поставља топ од 75 mm. Без обзира на слаб квалитет овог производа доказаног критикама свих који су га користили он остаје у производњи током целог рата. Ако узмемо у обзир и М8 свеукупно је било произведено 25 000 примерака овог тенка ког нико није хтео да користи.
Без обзира на свој комплетни неуспех с овим лаким тенком Американци од градње сличних возила не одустају тако да се покреће производња његовог наследника, релативно успешнијег, имена М24 Чефи.

### Употреба након рата
Исто као што ће се касније догодити с М4 Шерманом тако и овај тенковски производни неуспех постаје велики извозни хит САДа након рата када се шаље у све земље с пријатељским режимима. Свој нови тренутак „славе“ од доживљава током првог Индијско-пакистанског рата 1947. године. Без обзира на све недостатке овај тенк остаје у употреби војних снага Пакистана све до 1996. године.